# Shim
Shim (engelska: mellanlägg) är ett datorprogram som ligger mellan två andra program, så att de inte kommunicerar direkt med varandra.